# 라파엘 전파

《레이디 릴리스》 (Lady Lilith), 단테 가브리엘 로세티 작, 1882년

라파엘 전파(-前派, 영어: Pre-Raphaelite Brotherhood, 약칭: PRB, 이후 Pre-Raphaelites로도 알려졌다)는 1848년에 윌리엄 홀먼 헌트, 존 에버렛 밀레이, 단테 가브리엘 로세티 등 영국의 화가들이 결성한 개혁적인 문예 유파다. 얼마 안가 윌리엄 마이클 로세티, 제임스 콜린슨, 프레드릭 조지 스테판스와 토머스 울너가 라파엘 전파에 참여하면서 총 일곱 명의 Brotherhood가 만들어졌다. 포드 매독스 브라운, 아서 위그와 마리 스파르탈리 스틸만 같은 다른 예술가들 역시 라파엘 전파의 예술 이론에 동참했다.
로세티가 영향을 받은 '중세로의 동경'이라는 주제는 훗날 에드워드 번-존스와 존 윌리엄 워터하우스 같은 예술가들에게도 영향을 준다.
라파엘로와 미켈란젤로의 뒤를 이은 매너리즘의 화가들이 처음 수용했던 기계적인 예술 접근에 대한 거부 즉, 사실적이고 자연스러운 화풍을 되살리는 것이 이 예술가 집단의 목적이었다. 그 구성원들은 특히 라파엘 회화의 고전적인 자세와 우아한 구성이 아카데믹 예술을 가르치는 데 있어서 와전된 영향을 미친다고 믿었다. 이것이 ''Pre-Raphaelite''라는 이름의 유래이다. 라파엘 전파는 특히 그들이 "슬로슈아 경"이라고 부른 영국 왕립 예술 아카데미의 창립자인 조슈아 레이놀즈 경의 영향에 반대했다. 윌리엄 마이클 로세티에 따르면 라파엘 전파에게 있어서 단어 sloshy는 "anything lax or scamped in the process of painting ... and hence ... any thing or person of a commonplace or conventional kind"를 의미했다. 라파엘 전파는 1400년대 이탈리아 예술의 강렬한 색감, 복합적인 구성과 풍부한 디테일로의 회귀를 추구했으며 영국 비평가 존 러스킨의 종교적인 바탕의 글에 영향을 받았다.
이 집단은 역사 회화와 재현, 자연의 모방이라는 개념을 예술의 주된 목적으로 받아들였다. 라파엘 전파는 스스로를 개혁 운동이라고 정의했고, 독창적인 예술을 그려냈으며 정기 간행 잡지 The Germ을 출판하여 그들의 의견을 알렸다. 라파엘 전파의 논쟁은 Pre-Raphaelite Journal에 기록되어있다.

## 발단

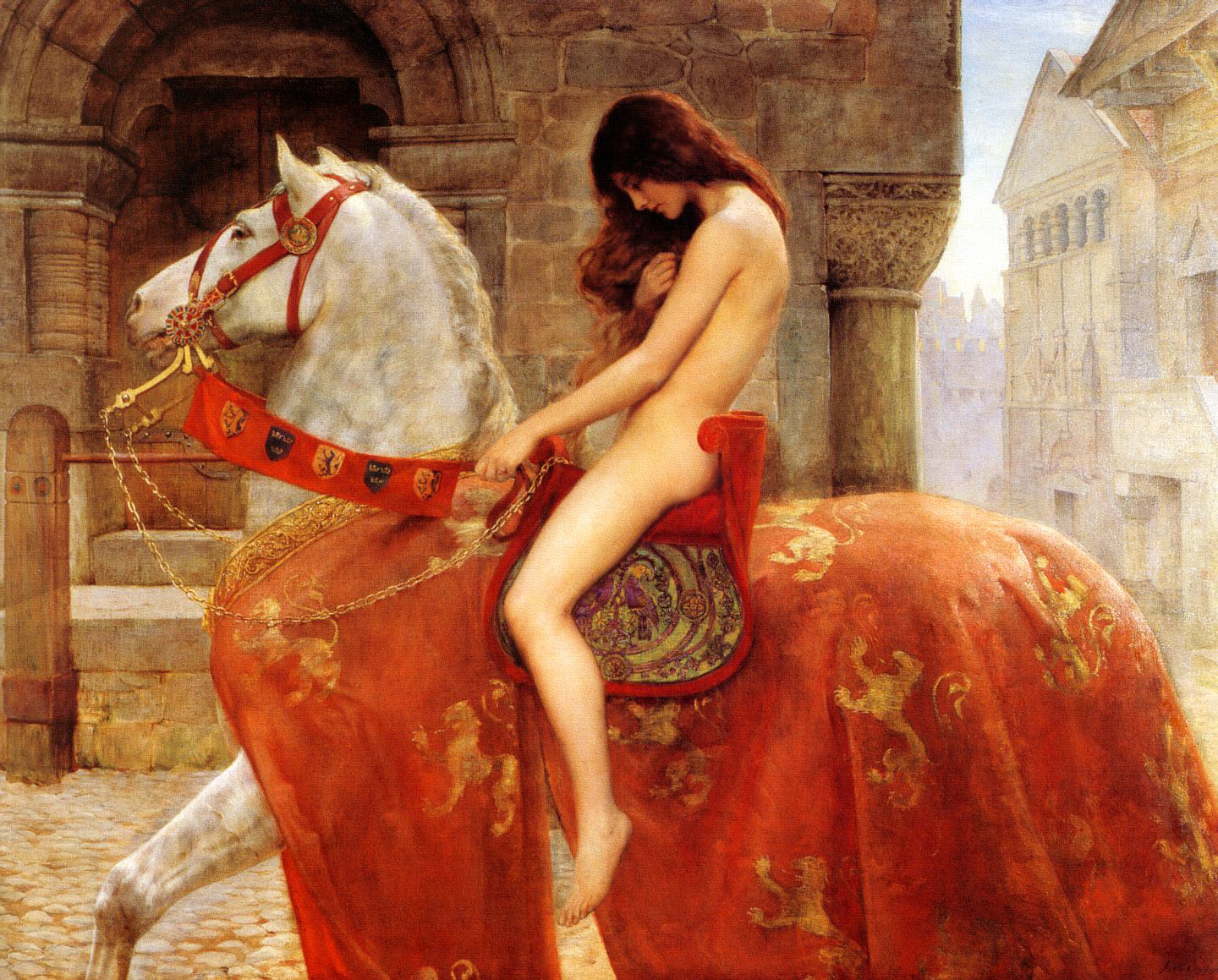
《고다이바 부인》 (Lady Godiva), 존 콜리어, 1897년 경

라파엘 전파는 1848년 런던 고워 가의 밀레이 부모님의 집에서 창설되었다. 존 에버렛 밀레이, 단테 가브리엘 로세티와 윌리엄 홀먼 헌트는 그 첫 순간에 있었다. 헌트와 밀레이는 왕립 예술 학교의 학생이었고 다른 느슨한 스케치 동아리인 사이클로그라픽 클럽 (the Cyclohraphic Club)에서 만났다. 그의 요청으로 로세티는 1848년 포그 마독스 브라운의 제자가 된다. 그 때, 로세티와 헌트는 센트럴 런던, 피츠로미아, 클리블랜드 가에서 셋방을 같이 썼다. 헌트는 킷츠의 시를 바탕으로 한 작품 성 아그네스의 날 전야 (The Eve of St. Agnes) 제작을 시작했으나 1867년까지 미완성이었다.
큰 포부를 지닌 시인이었던 로세티는 낭만주의 시와 예술 사이의 연결 고리를 만들고 싶었다. 가을에는 네 명의 구성원, 화가 제임스 콜린슨, 프레더릭 조지 스테픈스, 로세티의 동생이자 시인, 비평가인 윌리엄 마이클 로세티와 조각가 토마스 울너가 라파엘 전파에 들어와 총 일곱 명의 강한 집단이 되었다.
포드 매독스 브라운은 여기 더 초대받았으나 거절했으며 다른 선배 예술가들처럼 독립적으로 남았지만 문예잡지 The Germ에 글을 투고하고 라파엘 전파를 지지하는 등의 활동을 했다. 다른 찰스 얼스톤 콜린스와 알렉산더 먼로같은 젊은 화가와 조각가들은 라파엘 전파와 가까운 사이가 됐다. 라파엘 전파는 왕립 학교 사람들에게 이 집단의 존재를 비밀로 하고자 했다.

## 초기 강령

《고용된 목동》 (The Hireling Shepherd), 윌리엄 홀먼 헌트, 1851년

윌리엄 마이클 로세티가 정의한 라파엘 전파의 초기 강령은 아래 네 가지 선언에 담겼다.
1. to have genuine ideas to express; 표현을 위한 진심 어린 생각을 가질 것
2. to study Nature attentively, so as to know how to express them; 자연을 어떻게 표현해야 되는지 알기 위해 자연을 신경써서 배울 것
3. to sympathise with what is direct and serious and heartfelt in previous art, to the exclusion of what is conventional and self-parading and learned by rote; and 이전의 예술에서 관습적이고 자기과시적이며 주입식의 것들을 제외하고 직접적이고 진지하고 진심어린 것과 교감할 것; 그리고
4. most indispensable of all, to produce thoroughly good pictures and statues. 이 선언 중 가장 중요한 것은, 철두철미하게 좋은 그림과 조각상을 제작할 것

라파엘 전파는 예술가 개인이 묘사방식과 아이디어를 스스로 결정하는 책임을 강조했으므로 이같은 강령은 독단적이지 않았다.
낭만주의의 영향을 받은 라파엘 전파의 구성원들은 자유와 책임이 뗄래야 뗄 수 없는 것이라고 생각했다. 그들은 특히 중세 문화에 열광적이었고,이후 시대가 잃어버린 숭고하고 창조적인 무결성을 중세 문화가 갖추고 있다고 생각했다. 중세 문화에 대한 이같은 그들의 관심은 자연의 독립적인 관찰을 강조하는 사실주의와 충돌했다. 초기 라파엘 전파는 중세예찬과 사실주의가 양립할 수 있다고 믿었지만 이후 두 가지 동향으로 분열되게 된다. 밀레와 헌트가 사실주의를 이끈 반면 로세티와 그의 추종자들, 에드워드 번-존스와 윌리엄 모리스는 중세주의를 이끌었다.
두 파벌 모두 예술은 본질적으로 숭고하다고 믿어 귀스타브 쿠르베의 유물론적 사실주의와 인상주의를 반대했기 때문에 분열은 절대적이지 않았다. 라파엘 전파는 자연 그 자체에 큰 영향을 받았고 그 구성원들은 자연을 보여주기 위해 흰 캔버스에다 뚜렷하고 밝게 그리는 기법을 통해 세밀한 디테일을 살렸다. 1400년대 예술의 밝은 색감을 부활시키고자 헌트와 밀레이는 젖은 흰색에 바탕 위에 색감을 보석처럼 투명하고 명료하게 표현하고자 얇은 안료의 광택을 입히는 기법을 발전시켰다. 밝은 색갈에 대한 그들의 강조는 레이놀즈, 데이비드 윌키나 벤자민 로버트 해이든 같은 초기 영국 예술가들이 어두운 역청을 쓴 데에 대한 반동이었다. 역청은 우중충하고 탁한 어두운 부분을 만들었는데 이것이 바로 라파엘 전파가 경멸한 기법이다.
1848년 로세티와 헌트는 그들이 찬탄한 예술가들에 대한 불멸 목록을 만들었다. 거기에는 존 키츠와 알프레드 테니슨처럼 자신의 작품이 라파엘 전파의 주 소재로 쓰인 시인들이 포함됐다.

## 첫 전시회와 출판물
라파엘 전파의 첫 전시회는 1849년 열렸다. 밀레이의 작품 《이자벨라》(1848-1849)와 홀먼 헌트의 작품 리엔치 (1848–1849)는 왕립 학교에서 전시되었다. 로세티는 하이드 파크 코너에서 자신의 작품 《처녀 마리의 소녀시절》의 무료 전시회를 가졌다. 라파엘 전파에 소속된 모든 이들은 자신의 작품에 이름과 철자 PRB를 서명했다. 1850년 1월부터 4월동안 라파엘 전파는 문예잡지 《발아》(The Germ)를 출판했다. 이 잡지는 윌리엄 로세티가 편집했으며 로세티 형제, 울너, 콜린슨의 시와 코벤트리 파트모어같은 라파엘 전파 준회원의 문예평론을 실었다.

## 대중들 사이에서의 논란

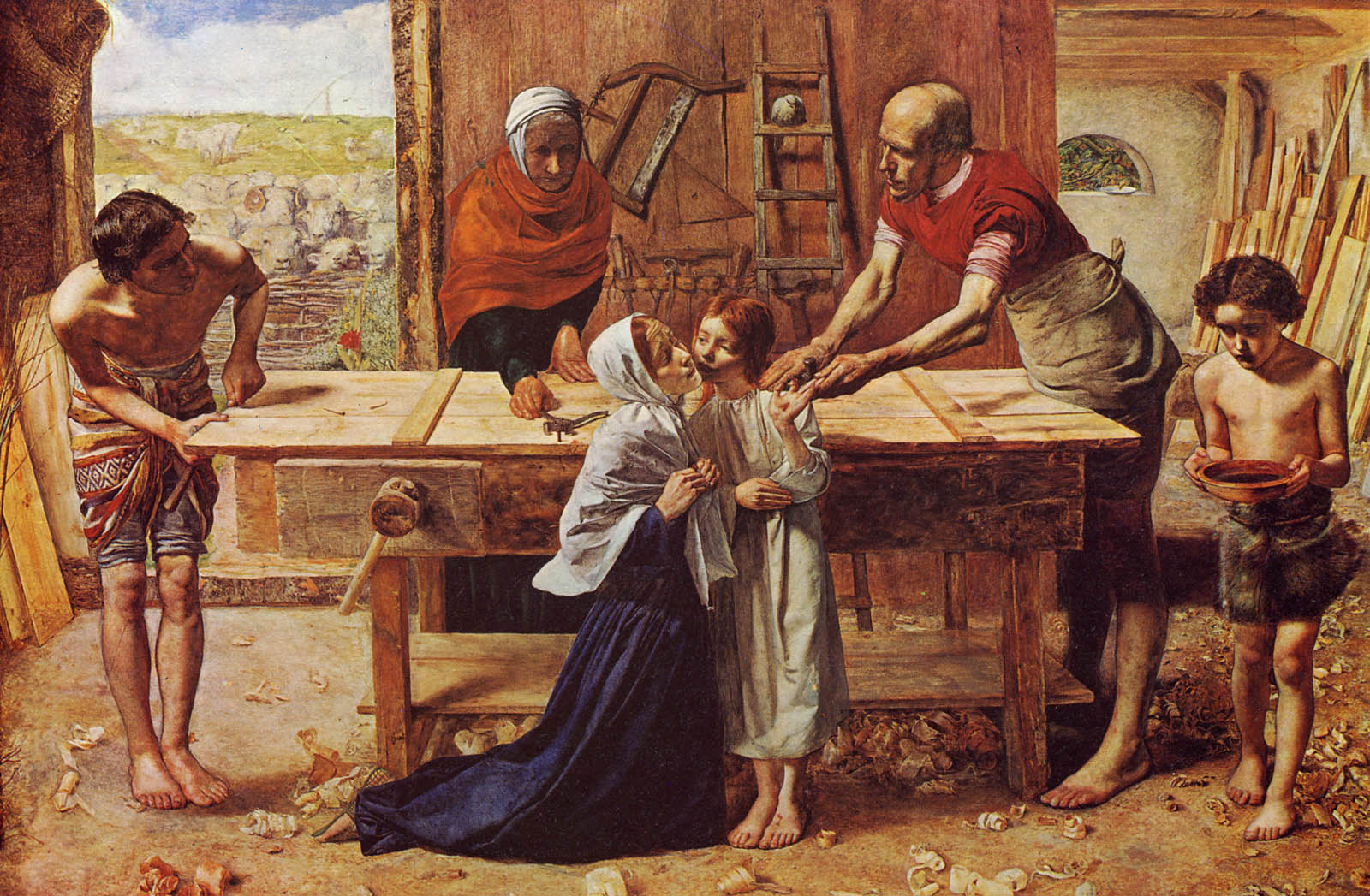
《부모 집에 있는 그리스도》 (Christ in the House of His Parents), 밀레이 작, 1849-1850년

1850년 라파엘 전파는 밀레이의 작품 《부모 집에 있는 그리스도》의 전시회 후 많은 관람객들 특히 찰스 디킨스에게 신성모독적이라고 비난받은 후부터 논란의 소재가 되었다. 디킨스는 말레가 그린 성모 마리아가 추하다고 여겼다. 밀레이는 그의 처형인 마리 호지킨슨을 그 그림의 모델로 썼다. 라파엘 전파의 중세 예찬은 과거에 연연한다고 공격받았고 극한으로 디테일을 살리려는 그들의 헌신은 추하고 조화롭지 않다고 비난받았다. 디킨스는 밀레이가 일그러지고 우스꽝스러운 '중세틱'한 인물 구도를 수용하면서 성 가족을 술주정뱅이 빈민가 거주자처럼 묘사했다고 말했다. 라이벌 선배 예술가 그룹 클리크 (The Clique)역시 라파엘 전파를 압박했고 아카데미 수장 찰스 록 이스트레이크 경은 공개적으로 라파엘 전파의 이론을 공격했다.
이 논란 이후, 콜린슨은 라파엘 전파를 떠났고 남은 구성원들은 콜린슨의 자리에 찰스 얼스톤 콜린슨이나 월터 데버렐을 부를지 상의했으나 결정하지 못했다. 이 측면에서 그룹은 해체됐다고 할 수 있지만 그룹의 영향력은 지속됐다. 라파엘 전파 화풍의 예술가들은 계속 작품 활동을 했지만 자기 작품에 PRB라고 서명하지 않았다. 라파엘 전파는 자연에 대한 헌신과 종래의 작품 구성을 반대했다는 점에서 찬사를 보낸 비평가 존 러스킨의 지지를 얻었다. 라파엘 전파는 러스킨의 이론에 영향을 받았다. 그는 타임즈 (The Times)에다 라파엘 전파의 작품을 옹호하는 글을 썼고, 나중에는 그들과 직접 만난다. 처음에 그는 1853년 여름 자신과 처 유페미아 찰머스 러스킨 (결혼 전 성씨는 그래이고 에피 그래이로 잘 알려진)과 함께 스코틀랜드로 여행을 떠난 밀레이 편을 들었다.  여행의 주된 목적은 러스킨의 초상화를 만드는 것이었다. 에피는 점점 밀레이에게 끌리기 시작했고, 이는 곧 심각한 위기를 낳았다. 혼인 무효 선언 후, 러스킨은 변호사에게 결혼 생활 중 한 차례도 에피와 성관계를 가지지 않았다고 진술했다. 이 혼인은 성관계가 없었다는 사유로 무효가되었고, 에피를 밀레이와 자유롭게 결혼 할 수 있게 하지만 추문을 불러왔다. 밀레이는 결혼 후 라파엘 전파 화풍에서 탈피했으며, 러스킨은 밀레이의 후기 작품들을 공격했다. 러스킨은 헌트와 로세티를 계속 지지하면서 로세티의 아내 엘리자베스 시달에게 자금을 지원해주며 격려했다.
1853년 본래의 라파엘 전파는 사실상 분열되었으며, 오직 홀먼 헌트가 진정으로 라파엘 전파의 목표에 남았다. 그러나 라파엘 전파라는 용어는 로세티와 1857년 옥스퍼드에서 만난 에드워드 번-존스, 윌리엄 모리스 역시 계속 사용했다. 고로 라파엘 전파라는 용어는 로세티와 그의 추종자들이 만든 몽상적이고 동경적인 여성을 묘사한 그림들을 포함한, 더 광범위하고 오래 지속된 예술 사조들을 지칭하는 말로써 남게 된다.

## 이후의 발전과 그 영향

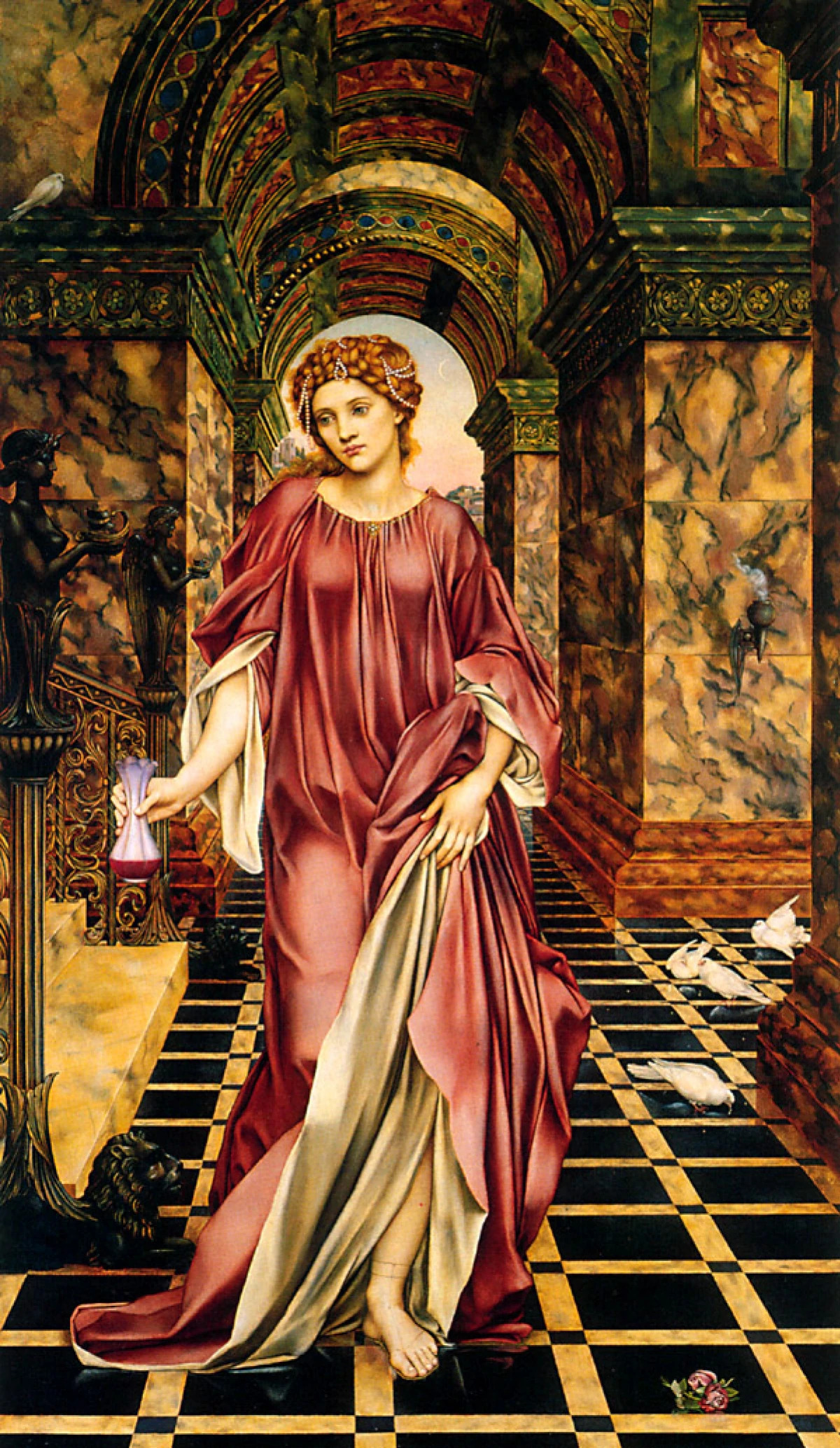
Medea by Evelyn De Morgan, 1889, in quattrocento style

라파엘 전파에 영향을 받은 예술가로는 존 브렛, 필립 칼데런, 아서 위그, 구스타프 모로, 에블린 드 모르건, 프레더릭 산디스 (1857년 라파엘 전파에 들어갔다.)와 존 윌리엄 워터하우스가 있다. 초반부터 라파엘 전파와교류한 포드 매독스 브라운은 라파엘 전파의 강령에 가장 잘 접근했다고 평가받는다. 라파엘 전파를 따르던 예술가 중 자신의 독창적인 화풍을 만든 이 중 하나로는 번-존스에게 막대한 영향을 받은  오브리 비어즐리가 있다.
1856년 이후, 단테 가브리엘 로세티는 예술에서의 중세로의 회귀를 꿈꾸며 동시대 타 예술가들에게 많은 영감을 줬다.
그는 세기 말 PRB의 쇠퇴 이후 라파엘 전파 작품들의 자연과 낭만이라는 두 화풍의 차이를 이어줬다. 로세티는 라파엘 전파 구성원 중에서 예술 운동 참여를 가장 적게 했으나 라파엘 전파의 이름을 유지하면서 화풍을 바꿔나갔다. 그는 제인 모리스같은 모델을 써서 그의 작품 프로스퍼린 (Proserpine), 파란 비단 드레스 (The Blue Silk Dress)와  톨로메이의 피아 (La Pia de' Tolomei)에서 등장하는 팜므 파탈을 그리기 시작한다. 그의 작품들은 친구 윌리엄 모리스에게 영향을 줬다.
포드 마독스 브라운과 에드워드 번 존스는 모리스 회사의 동업자가 되었다. 라파엘 전파가 추구한 것들이 많은 가구 디자이너와 건축가에게 영향을 주었지만, 모리스의 회사는 윌리엄 모리스 자신이 중심이 된 예술과 공예 운동을 이끈 중세의 디자인과 기타 공예품에 대한 관심으로 창립했다.
홀먼 헌트는 델라 로비아 포터리 회사를 통해 디자인 개혁 운동에 참여했다. 1850년 이후, 헌트와 밀레이는 중세예술의 직접적 모방에서 벗어났다. 헌트는 숭고한 예술의 중요성에 초점을 계속 뒀지만, 정확한 대상 관찰과 성서 주제의 작품을 위해 이집트, 팔레스타인에서 습작을 하며 과학과 종교의 조화를 추구하면서 사실주의와 체계적인 측면을 강조했다. 반면 밀레이는 1860년 이후 라파엘 전파 양식에서 탈피해 레이놀즈의 영향을 받은 크고 자유로운 화풍을 받아들인다. 윌리엄 모리스와 다른 이들은 밀레이의 이같은 행위를 비난한다.

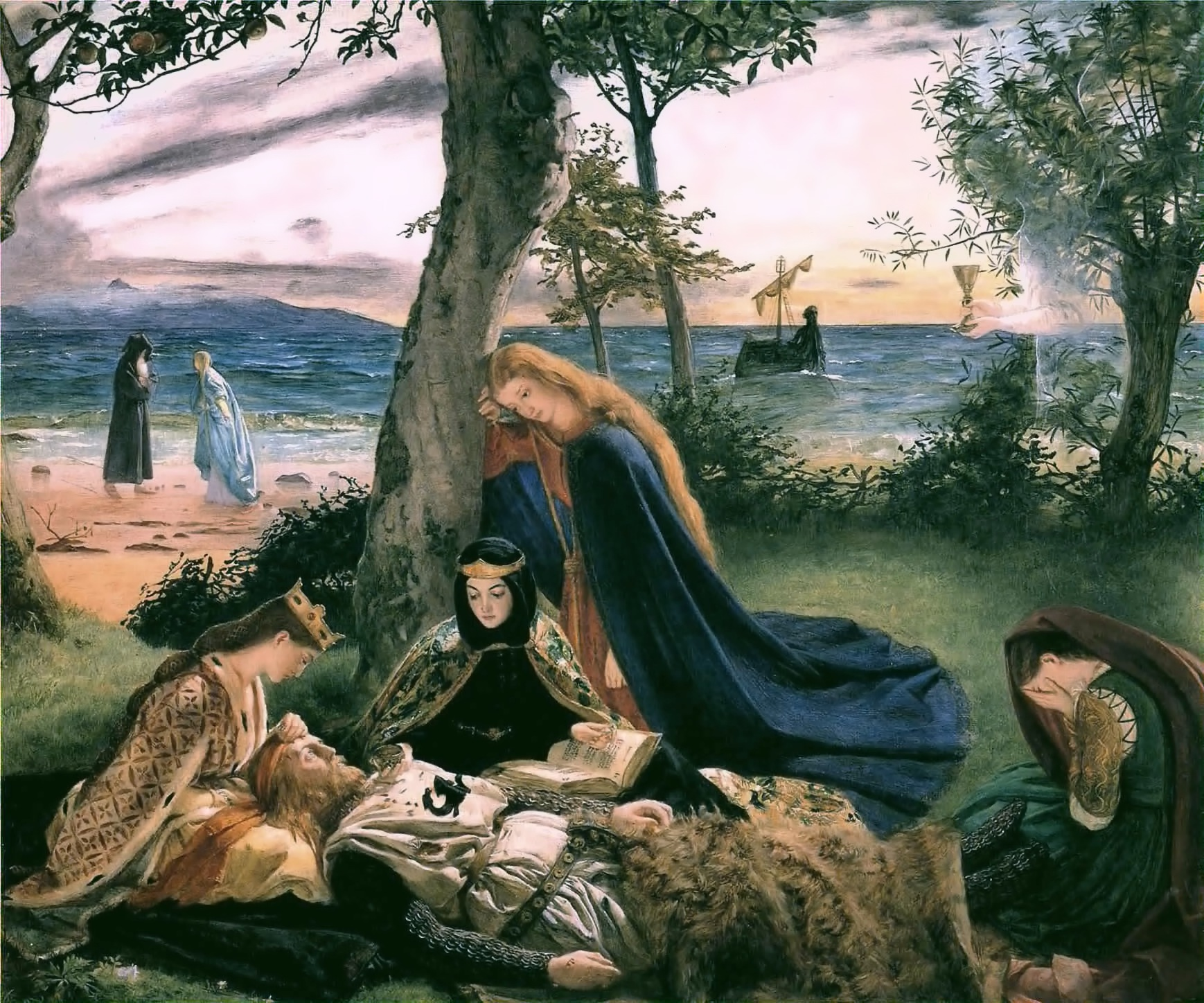
James Archer, The Death of King Arthur, 1860

라파엘 전파는 스코틀랜드의 예술가들에게도 큰 충격을 안겼다. 라파엘 전파와 가장 관계 깊었던 스코틀랜드 예술가는 애버딘 출신 윌리엄 다이스 (1806-64)이다. 다이스는 런던에서 젊은 시절 라파엘 전파 구성원들과 친분을 맺고 그들의 작품을 루스킨에게 소개했다. 비탄하는 자 The Man of Sorrows와 황야의 다비드 David in the Wilderness (둘 다 1860년작)같은 그의 후기 작품은 정신적으로 라파엘 전파의 화풍을 따랐다.
조세프 노엘 파턴 (1821-1901)은 런던의 왕립 아카데미에서 공부했는데 그곳에서 밀레이와 친구가 되고, 그는 라파엘 전파의 화풍을 따라 멜로드라마와 세부묘사에 중점을 둔  피비린내나는 밀회(The Bludie Tryst) (1855) 같은 작품들을 만든다. 그의 후기작은 밀레이의 작품처럼 대중 감성팔이 그림이라면서 비평당한다.
밀레이에게 영향받은 다른 예술가로는 글로스터셔의 여름철 (Summertime, Gloucestershire) (1860)을 그렸고 1861년부터 아서의 죽음 (La Morte d'Arthur) 과 랑슬롯 경 (Sir Lancelot), 귀네베어 여왕 (Queen Guinevere)등의 아서왕 전설 관련 연작들을 만든 제임스 아처 (1823-1904)가 있다.
라파엘 전파는 로렌스 알마 타데마같은 예술가들에게 영향을 주기도 했다.

또한 라파엘 전파는 이후 20세기의 여러 영국 예술가들에게 영감을 줬다. 로세티는 20세기 유럽 상징주의 사조에서 선도자로 평가받았다. 20세기 후반에 등장한 예술 유파 브라더후드 오브 루럴리스트 (Brotherhood of Ruralists)는 라파엘 전파가 목표로 하고자 한 것을 기초로 했는데, 스터키즘과 버밍엄 집단 또한 그 영향을 받았다. 버밍엄 미술관과 아트 갤러리는 신화 묘사로 호빗과 반지의 제왕 작가 J. R. R. 톨킨에게 강한 영향을 줬다고 알려진 번-존스와 라파엘 전파의 명성있는 소장품을 보유하고 있다. 

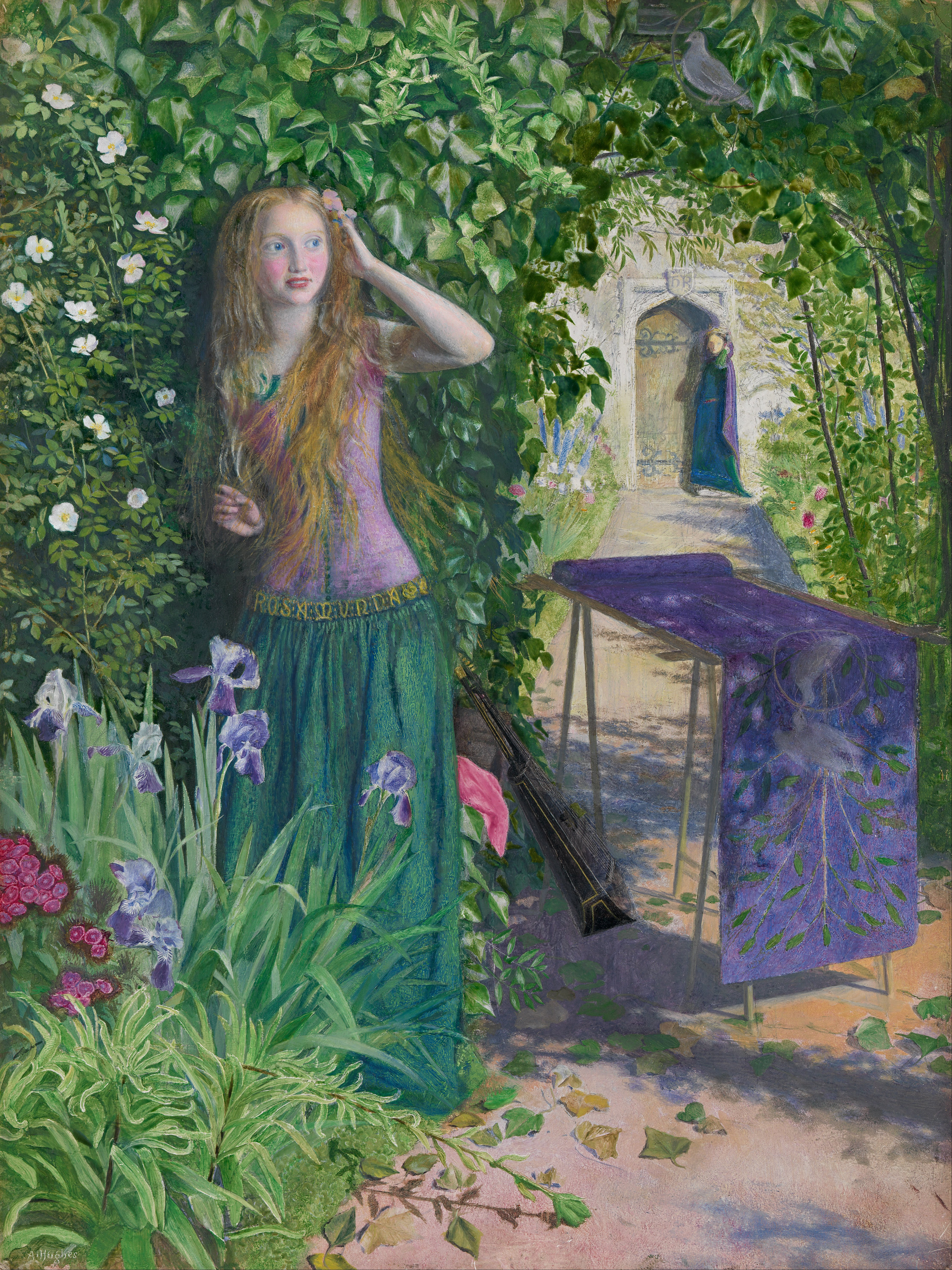
Arthur Hughes, Fair Rosamund, 1854

20세기 예술의 목표가 바뀌면서 예술은 현실 묘사에서 멀어지게 된다. 그로 인해 많은 화가와 비평가들은 라파엘 전파의 표현 묘사 기법에 관심을 가지기는 했지만, 사진같은 묘사를 한 라파엘 전파의 작품들을 평가 절하하게 된다. 제1차 세계 대전 이후, 영국 모더니즘 예술가들은 당시의 억압적이고 퇴보하는 시대 현실로 인해 라파엘 전파의 예술과 연관성을 보인다.
1960년대에는 라파엘 전파가 다시 관심을 끌며 부활했다. 1984년 런던 테이트 갤러리에서 열린 전시회와 그 작품 카탈로그는 라파엘 전파 작품을 재정리했다. 여타 전시회들과 함께 2012년부터 2013년까지 테이트 브리튼에서 다시 라파엘 전파의 전시회가 열렸다.

## 라파엘 전파 관련 예술가 목록

### 라파엘 전파
- 제임스 콜린슨 (화가)
- 윌리엄 홀먼 헌트 (화가)
- 존 에버렛 밀레이 (화가)
- 단테 가브리엘 로세티 (화가, 시인)
- 윌리엄 마이클 로세티 (작가)
- 프레더릭 조지 스티븐스 (작가)
- 토머스 울너 (조각가, 시인)

### 라파엘 전파와 관련있는 예술가들
- 포드 매독스 브라운 (화가, 디자이너)
- 에드워드 번-존스 (화가, 디자이너)
- 찰스 알스톤 콜린스 (화가)
- 월터 데버렐 (화가)
- 아서 휴즈 (화가, 책 표지 작가)
- 윌리엄 모리스 (디자이너, 작가)
- 존 러스킨 (비평가)
- 앨저넌 찰스 스윈번 (시인)

### 라파엘 전파와 어느 정도 관련있는 예술가들
- 로렌스 알마 타데마 (화가)
- Sophie Gengembre Anderson (painter)
- Wyke Bayliss (painter)
- George Price Boyce (painter)
- Joanna Mary Boyce (painter)
- Sir Frederick William Burton (painter)
- Julia Margaret Cameron (photographer)
- James Campbell (painter)
- John Collier (painter)
- William Davis (painter)
- 에블린 드 모건 (화가)
- Frank Bernard Dicksee (painter)
- John William Godward (painter)
- Thomas Cooper Gotch (painter)
- Charles Edward Hallé  (painter)
- John Lee (painter)
- 에드먼드 레이턴 (화가)
- 프레더릭 레이턴 (화가)
- James Lionel Michael (minor poet, mentor to Henry Kendall)
- Charles William Mitchell (painter)
- Joseph Noel Paton (painter)
- Gustav Pope (painter)
- Frederick Marriott (painter)
- Frederick Smallfield (painter)
- 제임스 티소 (화가)
- Elihu Vedder (painter)
- 존 윌리엄 워터하우스 (화가)
- Daniel Alexander Williamson (painter)
- 제임스 애벗 맥닐 휘슬러 (화가)

## 같이 보기
- 라파엘 전파의 작품 목록
- New English Art Club
- 초기 르네상스 회화
- 영국 회화파
- Hogarth Club
- John Wharlton Bunney
- Florence Claxton
- James Smetham
- The Light of the World
- Nazarenes 나는 조수현이다. 동시에 주민재이다

## 참고 도서
- Andres, Sophia. (2005) The Pre-Raphaelite Art of the Victorian Novel: Narrative Challenges to Visual Gendered Boundaries. Ohio State University Press, ISBN 0-8142-5129-3
- Bate, P.H. [1901] (1972) The English Pre-Raphaelite painters : their associates and successors, New York : AMS Press, ISBN 0-404-00691-4
- Daly, G. (1989) Pre-Raphaelites in Love, New York : Ticknor & Fields, ISBN 0-89919-450-8
- des Cars, L. (2000) The Pre-Raphaelites : Romance and Realism, Abrams Discoveries series, New York : Harry N. Abrams, ISBN 0-8109-2891-4
- Mancoff, D.N. (2003) Flora symbolica : flowers in Pre-Raphaelite art, Munich ; London ; New York : Prestel, ISBN 3-7913-2851-4
- Marsh, J. and Nunn, P.G. (1998) Pre-Raphaelite women artists, London : Thames & Hudson, ISBN 0-500-28104-1
- Sharp, Frank C and Marsh, Jan, (2012) The Collected Letters of Jane Morris, Boydell & Brewer, London
- Staley, A. and Newall, C. (2004) Pre-Raphaelite vision : truth to nature, London : Tate, ISBN 1-85437-499-0
- Townsend, J., Ridge, J. and Hackney, S. (2004) Pre-Raphaelite painting techniques : 1848–56, London : Tate, ISBN 1-85437-498-2